# Sarabaiten

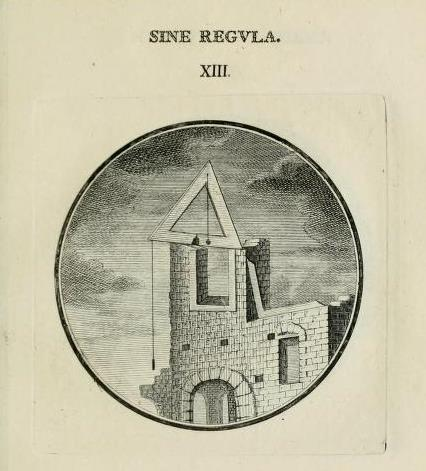
Emblematische Darstellung des Mönchslebens „ohne Regel“ nach Art der antiken Sarabaiten (1783)

Als Sarabaiten (lateinisch Sarabaitae) wurde von Autoren der spätantiken bzw. frühmittelalterlichen Alten Kirche eine negativ bewertete, frühe Gruppierung christlicher Wandermönche in Ägypten bezeichnet.

## Name
Die antiken Autoren geben zu verstehen, dass Sarabaitae (so Johannes Cassianus und von ihm abhängige Autoren) und Remnuoth (so Hieronymus) ägyptische Bezeichnungen sind. In der gesamten koptischen Literatur sind diese Mönchsgruppen allerdings unbekannt. Philologen haben versucht, die koptischen Begriffe hinter den lateinischen Bezeichnungen zu erschließen. Die Vorschläge lauten:
- ⲡⲙⲛⲟⲩⲱⲧ /rmnowoːt/ „einsamer Mann“;
- ⲥⲁⲣ-ⲁⲃⲁⲓⲧ /sar-abajt/ „jemand, der zerstreut von einem Kloster lebt“;
- ⲥⲁⲣ-ⲁⲃⲏⲧ /sar-abēt/ „Kloster-Mann“;
- ⲥⲁ-ⲣⲁⲩⲏ /sa-rawē/ „Mann von einer Zellengruppe“ oder „Mann aus der Nähe eines Stadtviertels.“

Jedoch beschreiben die genannten Autoren wahrscheinlich keine Gruppe, die sich selbst Remnuoth/Sarabaiten nannte und eine erkennbare Lebensform hatte, sondern gebrauchen die beiden Begriffe (ohne selbst Koptisch zu beherrschen) als Schimpfworte, um sich von unerwünschten Formen des Mönchtums abzugrenzen (othering); zum Verständnis des ägyptischen Mönchtums tragen sie nur bei, dass dieses sehr vielfältig war.

## Autoren der Alten Kirche

### Benediktsregel und Magisterregel
Die Regula Benedicti führt im Eingangskapitel verschiedene „Arten von Mönchen“ auf. Dieses Kapitel ist zu 80 % eine wörtliche Übernahme des Stoffs aus der Regula Magistri. Benedikt von Nursia will eine Gemeinschaft (schola) gründen, die zönobitisch unter Regel und Abt lebt. Der Gegenentwurf hierzu ist ein „erbärmlicher Lebenswandel“ (miserrima conversatione) von Mönchen, die
- weder durch Regel noch durch Erfahrung erprobt sind;
- der Welt in ihren Werken die Treue halten;
- ohne Hirten (= Abt) nach eigenem Gutdünken leben;
- unbeständig sind.

Die Magisterregel bezeichnet die Sarabaiten als eine der schlechtesten Sorten von Mönchen, nur die Gyrovagen seien noch schlimmer. Sie hätten sich nicht vom Lebensstil der „Welt“ getrennt, erhöben aber mit ihrer Tonsur den Anspruch, Mönche zu sein; was ihnen gefiele, bezeichneten sie als heilig, was ihnen zuwider sei, als verboten.

### Johannes Cassian
Cassians conlationes patrum (18,7) sind die einzige echte Quelle für die Sarabaiten-Beschreibung der Magisterregel. Cassian stellte aber als Historiker des frühen Mönchtums die geschichtliche Entwicklung auf den Kopf: In der Realität führte sie von der Anachorese, dem Einsiedlerleben, zum Zönobium, der Mönchskolonie. „Aber nach Kassians asketisch-spirituellem Konzept wächst die Anachorese als vollkommenere Lebensform aus dem Zönobium heraus.“
Cassian erweckt den Eindruck, dass die Sarabaiten vom rechten Weg abgekommene Zönobiten seien, die sich von ihrer Mönchskolonie getrennt hätten und quasi auf eigene Faust als kleine Gruppen ein lockeres Zusammenleben pflegten. Im Gegensatz zu den besonders hochstehenden Anachoreten, die nach längerem Aufenthalt in einer Mönchskolonie innerlich gefestigt ein Einsiedlerleben führten, seien die Sarabaiten „unerprobt“ in die Wüste gezogen. Obwohl er sie nicht explizit als Häretiker bezeichnet, begegnen hier doch Versatzstücke der Häretikerbeschreibung: späte Entstehung, Abirren, Selbstsucht, exotischer Name.

### Hieronymus
Hieronymus kennt eine ähnliche Mönchsgruppe unter dem (sonst nicht bezeugten) koptischen Namen Remnuoth:

„Sie bilden die unterste Stufe des Mönchtums und genießen keinerlei Ansehen. In unserer Provinz [= Syria Palaestina] sind sie die einzige und ursprüngliche Art des Mönchtums. Sie leben zu zweien und dreien, aber nicht in größerer Anzahl zusammen, nach eigenem Gutdünken, ohne von jemand abhängig zu sein. Was sie sich erarbeiten, legen sie zum Teil zusammen, um daraus den gemeinsamen Lebensunterhalt zu bestreiten. Sie leben meistens in Städten und befestigten Orten. Was sie verkaufen, ist teurer als sonst, gleich als ob ihre Handfertigkeit und nicht die Lebensweise für die Heiligkeit entscheidend sei. Häufig gibt es unter ihnen Streit; denn weil sie sich selbst ihren Unterhalt besorgen, wollen sie von keinem abhängig sein. Im Fasten wetteifern sie untereinander, und was im Verborgenen geschehen sollte, daraus machen sie einen Wettkampf. Bei ihnen macht alles den Eindruck des Gesuchten, die weiten Ärmel, die Schuhe, die schon mehr an einen Blasebalg erinnern, das grobe Kleid, die häufigen Stoßseufzer, der Besuch der Jungfrauen, die Herabsetzung der Geistlichen. Kommt dann einmal ein Festtag, so essen sie sich bis zum Erbrechen voll.“

## Wirkungsgeschichte
Unter dem Einfluss der Regel Benedikts wurde das Wanderasketentum in der Westkirche grundsätzlich abgelehnt und mit Ausnahme der Bettelorden aufgegeben. In den orthodoxen Kirchen dagegen sind wandernde Predigermönche (etwa im russischen und äthiopischen Mönchtum) bis in die Gegenwart anzutreffen.